# Йорон (острів)
Йорондзіма (яп. 与論島, окінавською та йорон: ユンヌ Юнну; окіноерабу: ユーヌ Юуну), або Йорон, один з островів Амамі.
Острів має площу 20.8 км² та населення приблизно 6000 людей, і знаходиться під управлінням міста Йорон, Кагосіма. Значна частина острова знаходиться в межах національного парку Амамі Ґунто.

## Географія
Йорондзіма — найпівденніший з островів Амамі і знаходиться приблизно в 22 км на північ від мису Хедо, найпівнічнішої точки острова Окінава, і 563 км на південь від південного кінця Кюсю.
Це кораловий острів з найвищою точкою у 97 метрів над рівнем моря. Узбережжя острова оточене кораловим рифом.
Йорон має ряд білих пляжів, які відомі на всю Японію. 

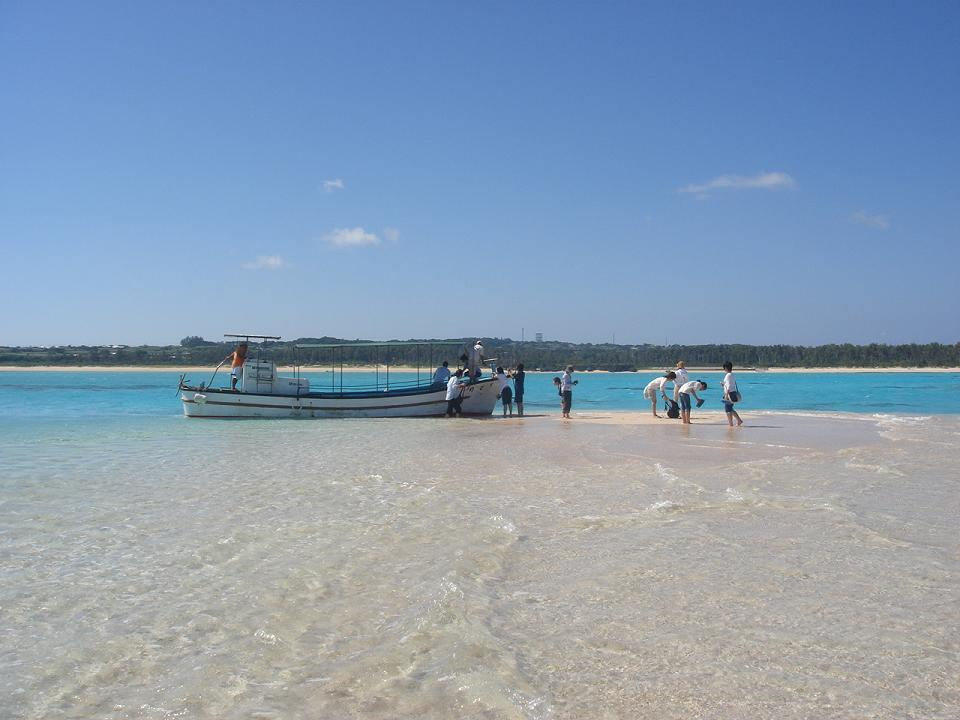
Юріґахама, пляж Йорондзіми.

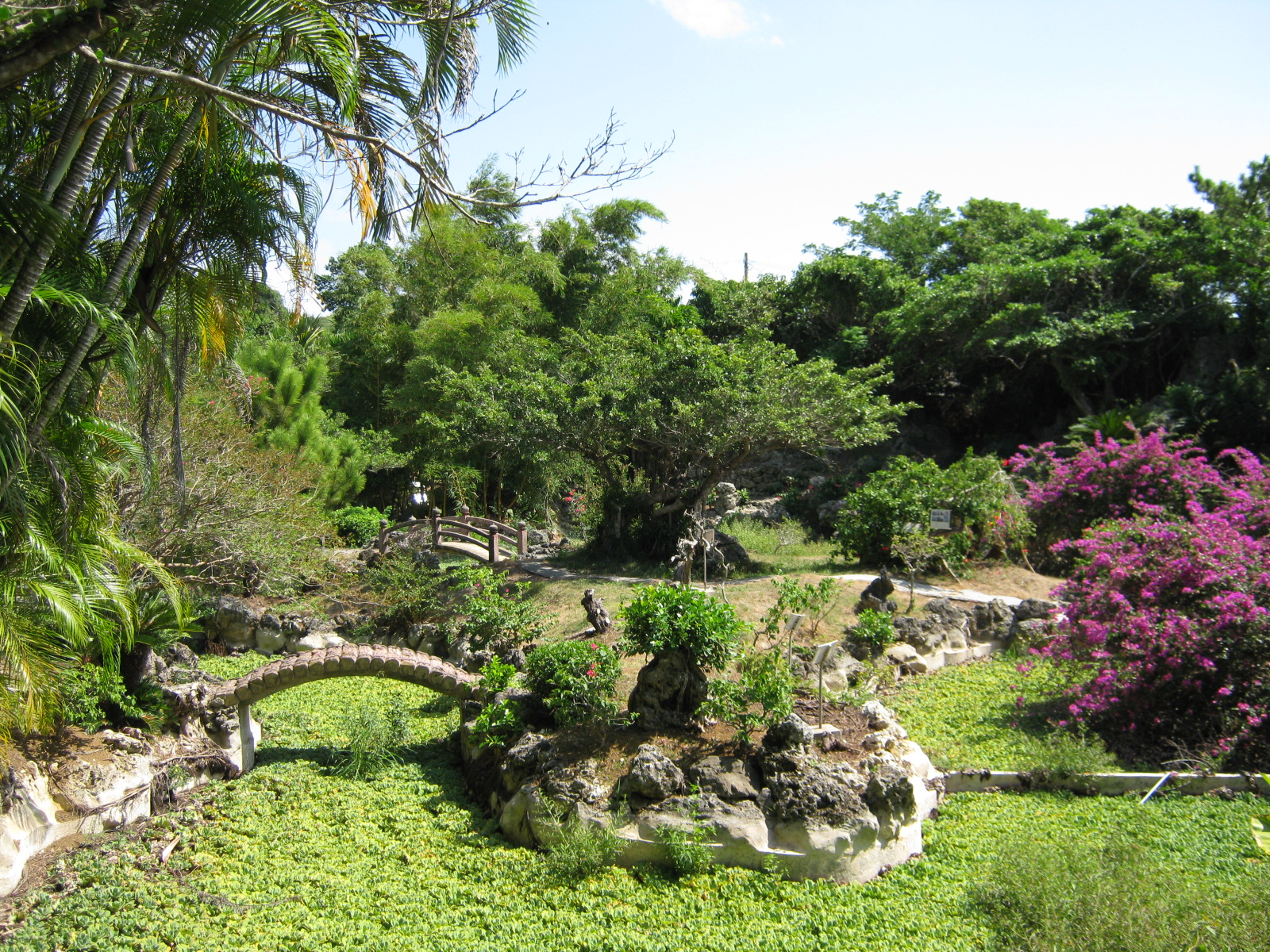
Ботанчний сад Йорондзіми.

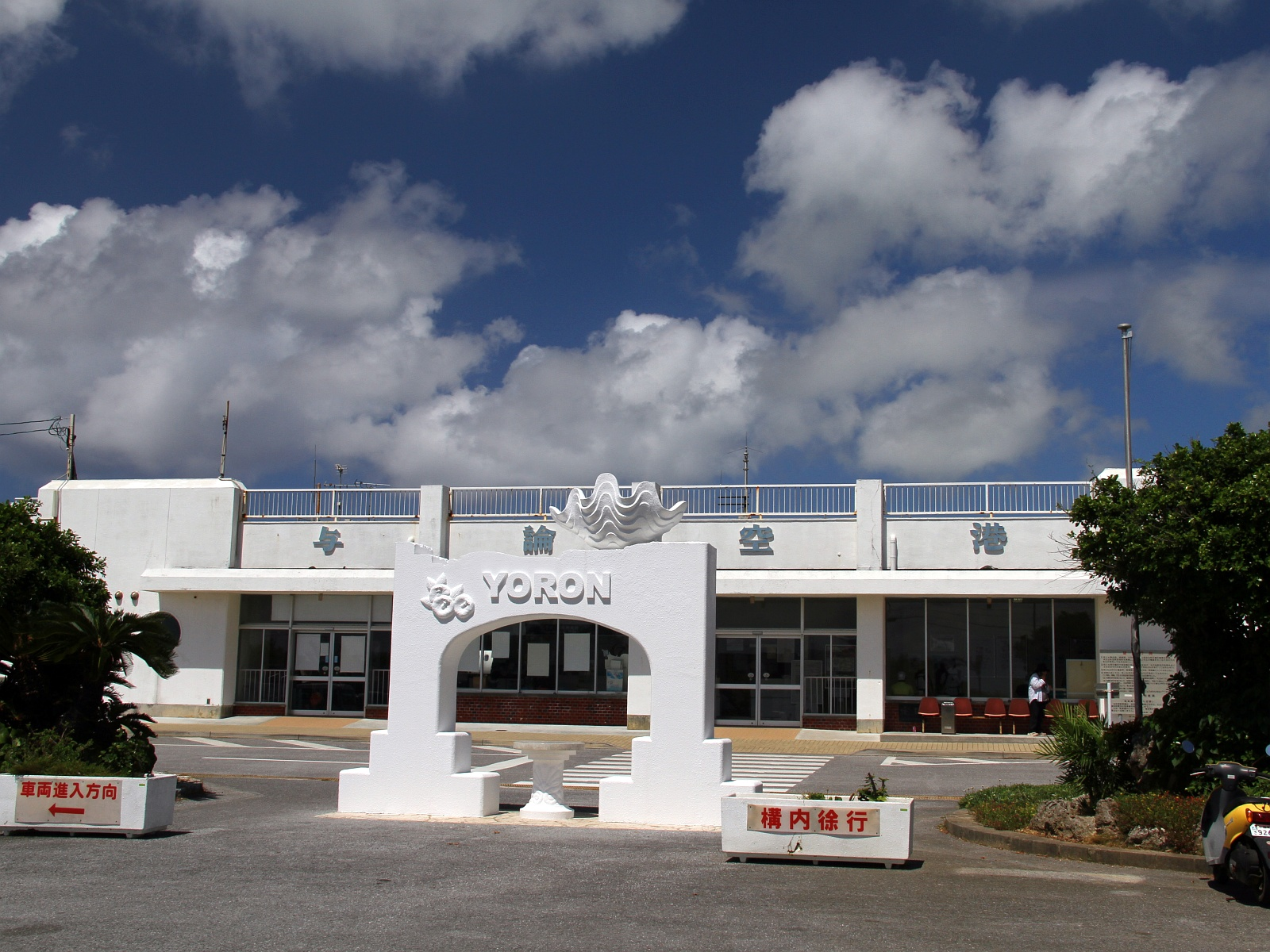
Аеропорт Йорон.

## Клімат
Йороніма має вологий субтропічний клімат (Cfa згідно з кліматичною класифікацією Кеппена) з дуже теплим літом та м’якою зимою. Опади значні протягом року, але взимку дещо менші. Острів зазнає частих тайфунів.

## Історія
Невідомо, коли острів Йорон був заселений вперше. На ньому панувала знать адзі від 8 століття. З 1266 року він став частиною Королівства Королівство Хокудзан і до моменту його включення до складу Королівства Рюкю в 1416 році. Самурайські сили з домену Сацума пропливли повз Йорон на шляху до Окінави під час вторгнення в Рюкю в 1609 році, після чого його включення в офіційні володіння домену Сацума було визнано сьогунатом Токуґави в 1624 році. Правління Сацуми було суворим, жителі острова були змушені до кріпацтва, вони вирощували цукрову тростину, щоб справлятися з високими податками, що часто призводило до голоду.
Після реставрації Мейдзі острів був включений до провінції Осумі, а згодом став частиною префектури Каґосіма. Після Другої світової війни, разом з іншими островами Амамі, він був окупований Сполученими Штатами до 1953 року, коли він і решта островів Амамі повернулися під контроль Японії.

## Економіка
Коли Окінавою керували Сполучені Штати, Йорон був найпівденнішим з японських островів, куди японці могли відправитись на відпочинок, тому він став туристичним місцем. Туризм все ще залишається значною частиною місцевої економіки, де численні курорти пропонують водні види спорту та інші види діяльності.
З помірними опадами та теплим кліматом острів придатний для сільського господарства. Основні культури включають солодку картоплю, цукрову тростину та квітникарство. Переробка коричневого цукру, виробництво дистильованого лікеру шьочю, оцту та морської солі також є важливими галузями промисловості.

## Транспорт
Аеропорт Йорон (IATA: RNJ; ICAO: RORY) обслуговує мандрівників до острова та з нього. Авіакомпанія Japan Air Commuter літає до аеропортів Каґосіми та Окіноерабу, а авіакомпанія Ryukyu Air Commuter забезпечує обслуговування аеропорту Нахи.
Кораблі на лініях Marix та A Line курсують між портом Йорон та Каґосімою, Амамі Осімою, іншими місцевими пунктами призначення, а також Кобе та Осакою.

## Культура
Острів досі підтримує тісні зв’язки з окінавською культурою. Наприклад, еісаа (エイサー), своєрідний танцювальний стиль у супроводі барабанів з Окінави, є популярним для таких фестивалів, як Санґо Мацурі (Кораловий фестиваль), що проводяться щороку в серпні. Візерунки та стилі одягу з Окінави також тут більш поширені ніж ті, з решти Японії.
Ще однією відмінністю від материкової Японії є культурна релігійна практика. Японія практикує як синтоїзм, так і буддизм, але корінна культура Йорону не включає багато буддистських елементів, що спостерігаються в решті Японії; так, і весілля, і похорони практикуються згідно з давніми традиціями синтоїзму. Жителі острова все ще відзначають багато старовинних практик та фестивалів. В музеях Йорону виставляються костюми та описи, включаючи копію традиційного села, укомплектовану хатинами з солом'яним дахом, інструментами, текстилем з пальмового листя тощо. Хатини з солом’яним дахом все ще існують на острові.
Унікальною культурною практикою є йорон кенпо, яка включає формалізовані промови разом із споживанням шьочю на основі цукру як підношення богам. Ця практика бере свій початок з періоду Муроматі.
Деякі люди йорон продовжують розмовляти своєю мовою, юнну футуюа (мова йорон), діалектом рюкюської мови. Його основна граматика схожа на японську мову, однак, юнну футуба має ширший діапазон звуків і ще більш жорстку систему ієрархії мови, при цьому шанобливі суфікси та префікси для старших та чоловіків є невід’ємною частиною граматики та синтаксису мови. Більшість молодих людей все ще можуть говорити на юнну футуба, але діти більше не вивчають цю мову або не досягають вільного володіння нею, оскільки стандартна японська мова використовується у школі та на роботі.